# 帕澤爾群島
64°59′S 63°40′W / 64.983°S 63.667°W
帕澤爾群島（Puzzle Islands），是南極洲的群島，位於葛拉漢地西岸的丹科海岸，處於梅尼耶島以西1.9公里，由讓-巴蒂斯特·夏古率領的法國探險隊繪入地圖，現時由南極條約體系管理。